# Iekaterínovka (Lípetsk)
|  | Per a altres significats, vegeu «Iekaterínovka». |

Iekaterínovka (en rus: Екатериновка) és un poble de l'óblast de Lípetsk, a Rússia, que el 2011 tenia 117 habitants. Pertany al districte rural d'Úsman.